# Olivedo
Olivedo (Ulivee in dialetto lecchese locale) è una frazione del comune di Perledo che conta qualche decina di abitanti.
Il territorio della frazione è prossimo al centro abitato di Perledo e alla frazione di Regolo.
La frazione di Olivedo dista 3 chilometri dal medesimo comune di Perledo ed è confinante con il Comune di Varenna, da cui è separata dal torrente Esino.